# Québec Soccer
Québec Soccer (surnommé aussi QS) est un magazine mensuel québécois spécialisé en football (soccer) publié depuis 1977. Il s’agit du plus ancien magazine au Québec consacré à un seul sport. Il traite du soccer québécois, canadien et international. Il parait huit fois par année, d'avril à décembre, et il est gratuit.

## Rubriques et suppléments
Chaque domaine est couvert par une rubrique spécifique. Les principales sont :
- Éditorial
- MLS : nouvelles principalement de l’Impact Montréal mais aussi de l'ensemble de la Major League Soccer et des autres équipes professionnelles et semi-professionnelles du Québec et du Canada.
- Canadian Premier League : reportages et actualités de la Première ligue canadienne
- Soccer canadien : ce qui concerne les équipes nationales canadiennes, l’Association canadienne de soccer, mais aussi les championnats canadiens des sélections et des clubs
- Entrevue : Une longue entrevue de plusieurs pages avec un acteur du soccer international, national ou local
- Québec : Actualités et reportages sur le soccer québécois

Au fil du temps, des rubriques se sont ajoutées ou ont été retirées, sans pour autant que la ligne éditorial globale soit transformée. Le magazine compte actuellement 52 pages et sa distribution est principalement numérique, disponible  gratuitement après inscription sur le site web du magazine, quebecsoccer.ca.
Des suppléments sont aussi régulièrement publiés à l’intérieur du journal.
- Spécial galas : dans le numéro de décembre, des reportages couleurs sur les galas de fin d’années de clubs, associations régionales, de la Ligue élite et de la Fédération de Soccer du Québec
- Coupe du Québec : dans le numéro de septembre, soit avant les demi-finales et finales de la Coupe du Québec
- Des suppléments sont aussi publiés à l’occasion des grands évènements (Coupe du monde, Euro,…)

## Historique

### Histoire générale
En 1976, Pascal Cifarelli décide de donner vie à une publication exclusivement consacrée au soccer. Le premier numéro, un magazine grand format (22,9×30,4cm) paraît en mai 1977. Il compte 52 pages et un sommaire varié, ainsi que quelques articles en anglais. On y retrouve aussi beaucoup de publicité pour un média consacré à un sport alors très peu connu au Canada. Un deuxième numéro paraîtra la même année.
En 1978, le format est revu (20,7×26,7 cm) et sera conservé pendant plus de 15 ans. L’évolution se poursuit avec le nombre de numéros publiés : quatre cette année-là, huit en 1979, puis douze en 1980 (année de la disparition des rares articles en anglais). Un essor auquel va contribuer l’arrivée du Manic de Montréal en 1981.
Le Manic met la clef sous la porte en 1983. Québec Soccer profite de son élan ainsi que du championnat professionnel senior (CPS) du Québec pour se maintenir en bonne santé jusqu’en 1985.
En 1986, le journal entre dans sa période la plus difficile. L’élan du ballon rond s’est essoufflé au Québec et les rentrées publicitaires se font rares. De plus, des personnalités importantes de Québec Soccer travaillent beaucoup pour la Ligue Nationale de Soccer du Québec et ont moins de temps à consacrer au magazine dont même les photos de la couverture seront en noir et blanc. Cependant, vu que la visibilité médiatique du football au Québec est encore très faible, il conserve un lectorat intéressé. Cette situation va se poursuivre jusqu’en 1990.
Pour sa quinzième année d’édition, en 1991, Québec Soccer va retrouver la santé, notamment grâce à la Fédération québécoise de soccer-football qui aide à faire connaître le magazine, ce qui lui permet de se doter de plus de moyens. Le journal bénéficie aussi d’un contenu rédactionnel très dynamique grâce à son directeur Jacques Gagnon et à son rédacteur en chef Marc Tougas.
Cette situation dure jusqu’en 1993, avec 8 numéros par an, entre avril et décembre. Mais en 1994, le magazine ne paraît que 6 fois.
En 1995, c’est le grand chambardement : le magazine passe au format tabloïd et adopte le papier journal. Il effectue alors des économies qui lui permettent de sortir à nouveau 8 fois par an, mais aussi d’augmenter son tirage et d’engager de nouveaux photographes et collaborateurs. Ce changement de format s’accompagne également d’une nouvelle ligne éditoriale.
À l’occasion de la Coupe du monde 1998, Québec Soccer reprend un rythme de publication de 12 mois par année et Jacques Gagnon reprend le poste de rédacteur en chef. Marc Tougas conserve un rôle important, les collaborateurs sont nombreux, le nombre de pages est élevé. 1998 est une année charnière pour le soccer au Québec, avec un nombre de joueurs qui monte en flèche. Des compétitions hivernales et un intérêt plus marqué pour les compétitions européennes permettent d’avoir de l’actualité tout au long de l’année. Depuis lors, Québec Soccer est paru sans cesse de janvier à décembre. Le duo Gagnon - Tougas laisse un journal en bonne santé au nouveau responsable de la rédaction, Philippe Germain.
Pour la vingt-cinquième année du magazine, en 2001, Tougas revient provisoirement à la barre. L’anniversaire est ultimement célébré par la publication du livre Histoire du soccer québécois. Le départ, définitif cette fois, du duo Germain (pour CKAC) - Tougas (pour l'agence La Presse canadienne) est comblé par un nouveau rédacteur en chef, le jeune Sébastien Gauthier. Il quittera Québec Soccer au milieu de l’année 2003.
Après la venue en 2004 de Matthias Van Halst, Québec Soccer publie alors un numéro hors-série pour ses 30 ans et, à l’occasion de la Coupe du monde des moins de 20 ans qui a lieu au Canada, organise l’exposition 30 ans de soccer à Montréal. Van Halst restera jusqu'en décembre 2010.
En janvier 2011 Pablo Ferreri retourne à Québec Soccer comme directeur général pour renouer avec ses origines en retrouvant le format magazine, tout en couleurs, en avril 2011. On profite de l'occasion pour embaucher plusieurs nouveaux employés et collaborateurs à tous les niveaux de l'entreprise, et ainsi adopter une nouvelle approche, complémentaire à ce qui se fait au sein des médias couvrant le soccer quotidiennement.
La publication met en suspens ses opérations à l'automne 2015 en raison de problèmes internes. Elle reprend néanmoins en décembre 2018. De nombreux collaborateurs historiques du magazine comme Claudine Douville, Jean Gounelle, Georges Schwartz, Matthias Van Halst et Quentin Parisis font leur retour auprès de Pasquale Ciffarelli, tandis que plusieurs pigistes se joignent à l'équipe en cas de besoin, poursuivant ici la tradition du magazine d'offrir une chance aux jeunes talents. Le magazine paraît désormais huit fois par an.
Outre ses abonnés, le magazine est distribué aux 200 000 des membres de la fédération de soccer du Québec (Soccer Québec) via son infolettre à la suite d'un accord entre les deux entités. La fédération dispose ainsi de deux pages du magazine afin de promouvoir ses activités, tandis que la rédaction demeure indépendante. En octobre 2019, l'éditeur Pasquale Cifarelli cède le magazine à la compagnie SportMédia, qui conserve l'intégralité de la rédaction et opère un virage numérique.

### Les rédacteurs en chef / responsables de la rédaction
- Mai 1977 - octobre 1978 : Pascal Cifarelli
- Décembre 1978 : Paul Côté
- 1979 - avril 1980 : André Trudelle
- Mai 1980 - fin 1985 : Paul Côté
- 1986 : Jacques Gagnon
- 1987 - février 1998 : Marc Tougas
- Mars 1998 - août 1998 : Jacques Gagnon
- Septembre 1998 - janvier 2001 : Philippe Germain
- Février 2001 - juin 2001 : Marc Tougas
- Juillet 2001 - juillet 2003 : Sébastien Gauthier
- Août 2003 - septembre 2003 : Pierre Rossi
- Octobre 2003 - janvier 2004 : Mathieu Foucher
- Février 2004 - décembre 2010 : Matthias Van Halst
- Juin 2011 - décembre 2013 : Paméla O'Neill
- Février 2015 à aujourd'hui : Quentin Parisis

### Principaux journalistes et photographes
Depuis ses débuts, Québec Soccer a fait appel aux services de nombreux collaborateurs. Certains étaient déjà reconnus au sein des médias québécois, pour d’autres il a constitué la rampe de lancement d’un carrière dans le monde du journalisme ou dans le monde du football.
- Claude Ananou
- Pierre Bevilacqua
- Bernard Brault : photographe qui travaille pour La Presse depuis 1984 et lauréat de nombreux prix au Canada et à travers le monde
- Abdelkader Cheniouni : journaliste algérien devenu commentateur des matches de football sur Al Jazeera Sport
- Didier Charpin : outre Québec Soccer, a travaillé pour Radio-Canada, Radio France, BFM, l’Agence France-Presse et France Info
- George Chilidis
- Pierre Cholette (caricaturiste)
- Daniel Cloutier : journaliste au Journal de Montréal
- Massimo Donati
- Claudine Douville : voix du football et de bien d’autres sports et activités à l’antenne de RDS depuis les débuts de la chaîne
- Mountaga Fané
- Jacques Gagnon : consultant pour les matches du Manic à TVA au début des années 1980, a aussi travaillé pour La Presse et CKAC. Auteur de plusieurs livres sur le football et plus particulièrement sur la Coupe du monde.
- Sébastien Gauthier
- Philippe Germain : après son passage à Québec Soccer, a travaillé à la radio (CKAC) puis à la télévision (Radio-Canada)
- Jean Gounelle : consultant pour les matches de football diffusés à l’antenne de la télévision RDS
- Michel Lamaute
- Pierre Latreille : journaliste pour Télé-Métropole et les Hebdos Transcontinental
- Francis Millien : consultant pour les retransmissions radio et télé de divers sports, entre autres pour RDS, Radio-Canada, CKAC. Longue carrière comme administrateur et organisateur dans le football au Canada, est devenu en 2008 directeur au sein du conseil d'administration de l'Association canadienne de soccer
- Robert Oberdorff
- André Périard : photographe de nombreux évènements, sportifs et autres ; photographe officiel de l’Impact de Montréal
- Georges Schwartz : auteur de l’éditorial du premier numéro de Québec Soccer et toujours éditorialiste du magazine aujourd’hui. A travaillé, entre autres, pour Radio-Canada, RDS, L'actualité, Maclean's, La Presse et Le Devoir.
- Cliff Skarstedt
- Bruno Taverne : ancien gardien de but professionnel, journaliste à La Libre Belgique, commentateur de matches à Canal+ puis BeTV
- Marc Tougas : après son long passage à Québec Soccer, a été collaborateur au journal La Presse et à l’agence La Presse canadienne
- Tony Triconi
- André Trudelle : chroniqueur de sports à La Presse et au Montréal-Matin
- Jean Trudelle : journaliste pour La Presse
- Patrick Vallée : son passage à Québec Soccer lui a permis de devenir relationniste pour les Dynamites de Laval puis l’Impact de Montréal
- Régis Delanoe : Stagiaire devenu par la suite journaliste au magazine français So Foot.
- Matthias Van Halst : ancien journaliste sportif à La Libre Belgique
- Quentin Parisis : ancien journaliste à Métro

## Autres activités

### Publications
Québec Soccer est publié par Les Promotions Socbec jusqu'en 2020. Elle appartient désormais à l'agence SportMédia, spécialisée dans le marketing sportif, basée à Boucherville.
Les Promotions SocBec ont aussi édité d’autres publications :
- Histoire du soccer québécois : ce livre, écrit conjointement par Jacques Gagnon et Georges Schwartz, retrace l’histoire du football au Québec depuis son implantation aux alentours de l’année 1900 jusqu’à nos jours.  (ISBN 2-9808229-0-6)
- Québec Soccer - 30 ans : Numéro hors-série de Québec Soccer, publié sur papier glacé, retraçant les trois premières décennies du journal avec des témoignages, photos, ainsi que des couvertures et des extraits d’articles de chacune des années de publication.
- Guide du Soccer québécois : ce livret annuel d’environ 180 pages reprenait les informations essentielles (coordonnées, organigrammes, résultats, calendriers) des diverses associations de soccer au Québec. Il a été publié de 2001 à 2004.

### Le défi Québec Soccer
Québec Soccer a organisé le Défi Québec Soccer au tournant des années 2000, qui récompense les clubs québécois qui obtiennent les meilleurs résultats lors des tournois organisés en extérieur.

#### Palmarès
- 2000 : CS Lakeshore
- 2001 : CS Lakeshore
- 2002 : AS Monteuil
- 2003 : non organisé
- 2004 : Cosmos Granby
- 2005 : FC Laurentides
- 2006 : AS Monteuil
- 2007 : AS Monteuil
- 2008 : AS Saint-Léonard
- 2009 : CS Lanaudière Centre
- 2010 : ACS Saint-Hubert

### Divers

#### Personnalités 1977-1997
À l’occasion de ses 20 ans, Québec Soccer a élu les personnalités les plus marquantes dans le monde du football au Québec pour la période 1977-1997, dans quatre catégories. (Entre parenthèses les autres finalistes)
- Joueur : Alex Bunbury (Arthur Calixte, Patrick Diotte, Gordon Hill, Tino Lettieri, John Limniatis)
- Entraîneur : Valerio Gazzola (Eddie Firmani, Georges Laurent)
- Arbitre : Dino Soupliotis (Sonia Denoncourt, Ilidio Matos)
- Bénévole : Guy Burelle (Dino Madonis, Jean-Yves Phaneuf, Terry Quinn)

#### Exposition 30 ans de soccer à Montréal
À l’occasion de ses 30 ans, Québec Soccer a mis sur pied l’exposition 30 ans de soccer à Montréal, reprenant 30 ans d’histoire du soccer au Québec et plus particulièrement à Montréal, sur 22 panneaux où figuraient textes et photos. Elle a eu lieu en juillet 2007 à l'hôtel de ville de Montréal, parallèlement à la Coupe du monde des moins de 20 ans.